# Genoma sociale della famiglia
Per genoma sociale della famiglia si intende la struttura relazionale che interconnette fra loro quattro dimensioni di vita:
- il dono (dare per primi);
- la norma della reciprocità (o scambio simbolico, per cui ciascuno aiuta l'altro sapendo che l'altro farà lo stesso in caso di bisogno);
- la sessualità (di coppia);
- la generatività (avere figli o almeno desiderarli).

Questo sistema relazionale è la dotazione specifica e originale della famiglia.
Il genoma sociale della famiglia include gli aspetti relazionali, che sono comunque influenzati da quelli biologici e psicologici. Per questo lo studio del genoma famigliare si collega al campo di studi sul genogramma (o studio di McGoldrick-Gerson) che è una visualizzazione grafica delle relazioni familiari di un soggetto e della sua storia medica. Non si tratta di un semplice albero genealogico tradizionale. Infatti il genogramma consente di visualizzare i modelli ereditari e i fattori psicologici che caratterizzano i rapporti famigliari nella loro dinamica processuale.